# HeLa
Uma célula HeLa (pronúncia em inglês: [ˈhiːlɑː]) ou ainda Hela ou célula hela, é um tipo de célula imortal usada em pesquisas científicas. Esta é a linhagem celular humana mais antiga e mais utilizada. A linhagem foi derivada a partir de células obtidas de um câncer cervical coletadas em 8 de fevereiro de 1951 de Henrietta Lacks, uma paciente que acabou por morrer de seu câncer em 4 de outubro de 1951. Descobriu-se que a linhagem celular era extremamente durável e prolífica como ilustrado pela sua contaminação de muitas outras linhas celulares utilizadas na investigação.

## Origem

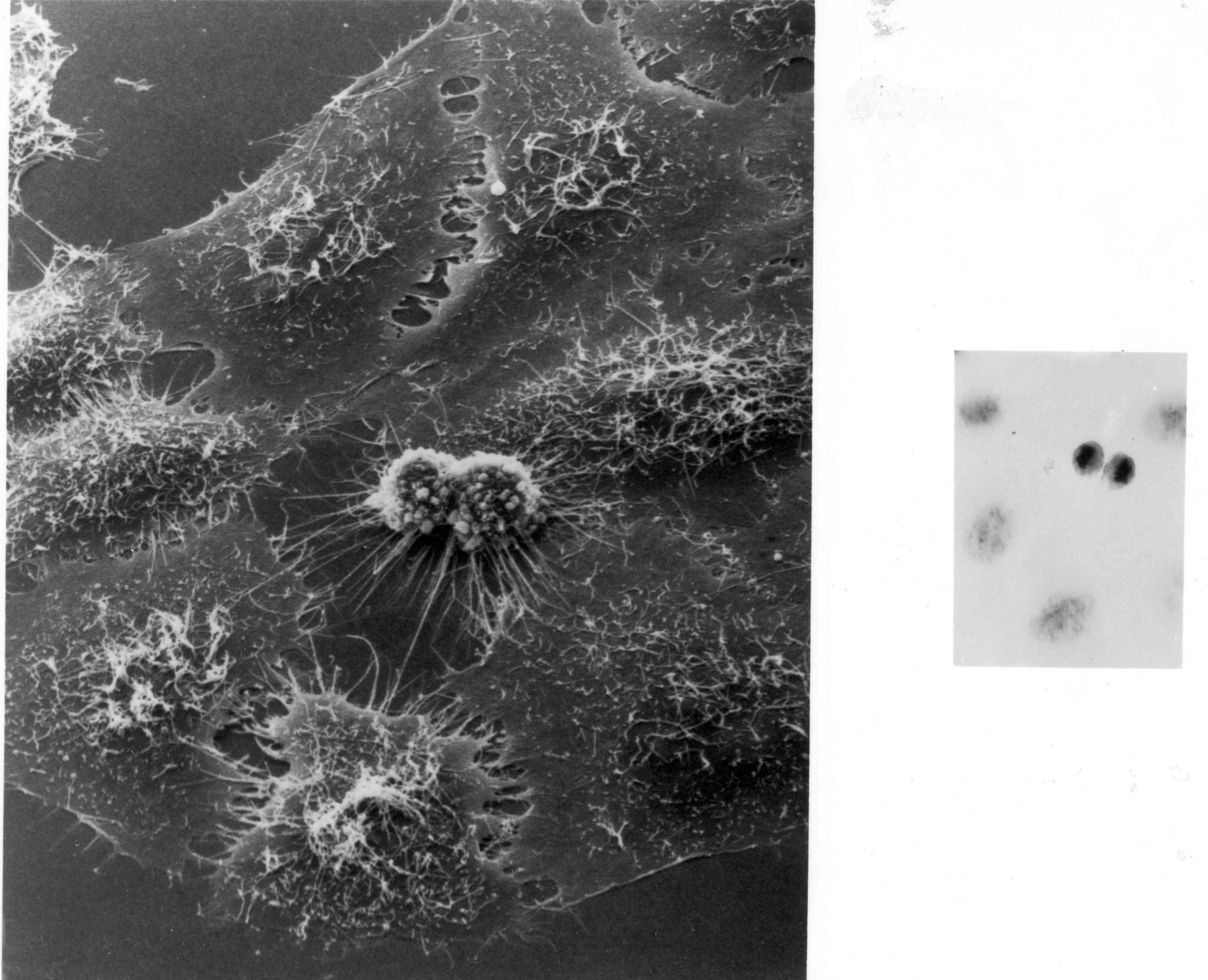
Divisão de células HeLa vista através de um microscópio eletrônico de varredura

As células foram propagadas por George Otto Gey pouco antes de Henrietta morrer com câncer em 1951, aos 31 anos de idade. Esta foi a primeira linhagem de células humanas bem-sucedidas in vitro, uma realização científica com profundo benefício futuro para a pesquisa médica.
As células foram posteriormente comercializadas, embora nunca tenham sido patenteadas em sua forma original. Não havia necessidade de consentimento informado do paciente ou de seus familiares, porque o material descartado, ou material obtido durante a cirurgia, diagnóstico ou terapia, eram de propriedade do médico e/ou instituição médica (atualmente isto requer aprovação ética e consentimento do paciente, pelo menos no Reino Unido). Esta questão e a situação de Lacks foram levadas ao Supremo Tribunal da Califórnia no caso Moore v Regentes da Universidade da Califórnia. O tribunal decidiu que os tecidos e células descartadas de uma pessoa não são de sua propriedade e podem ser comercializados.
As células HeLa, tal como outras linhas de células, são denominadas "imortais", no sentido de que se dividem um ilimitado número de vezes, em uma placa de cultura de células de laboratório enquanto encontrar condições de sobrevivência fundamentais (isto é, para serem mantidas em um ambiente adequado). Há muitas cepas de células HeLa, já que elas continuam a evoluir em cultura de células, mas todas as células HeLa são descendentes das mesmas células tumorais retiradas da senhora Lacks. Estimou-se que o número total de células HeLa que foram propagados em cultura de células seja muito superior ao número total de células que existiram no corpo de Henrietta Lacks.

## Uso em pesquisa

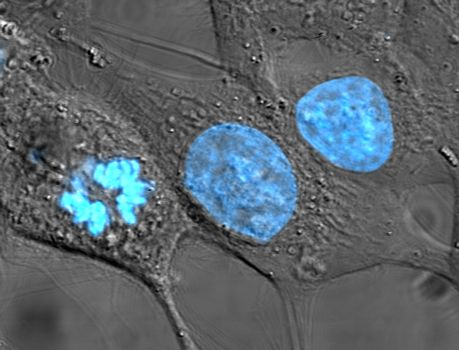
A célula HeLa é uma linha celular imortalizada

As células HeLa foram utilizados por Jonas Salk para testar a primeira vacina contra a poliomielite em 1950. As células HeLa mostraram-se facilmente infectáveis por poliomielite, causando a morte da célula. Isto tornou as células HeLa altamente desejáveis para o teste da vacina contra a poliomielite uma vez que os resultados podem ser facilmente obtidos. Um grande volume de células HeLa foram necessários para os testes da vacina contra a pólio de Salk, levando a National Foundation for Infantile Paralysis ("Fundação Nacional da Paralisia Infantil") (NFIP) a encontrar um local capaz de produzir as células HeLa em massa. Na Primavera de 1953, uma fábrica de cultura celular foi estabelecida na Universidade de Tuskegee para abastecer Salk e outros laboratórios, com células HeLa. Em menos de um ano depois, a vacina Salk estava pronta para testes em humanos.
Desde então, as células HeLa são usadas para "investigação sobre o câncer, a AIDS, os efeitos da radiação e substâncias tóxicas, o mapeamento de genes e muitos outros objectivos científicos". De acordo com a autora Rebecca Skloot, em 2009, "mais de 60 mil artigos científicos foram publicados sobre pesquisas feitas com células HeLa e esse número foi aumentando de forma constante a uma taxa de mais de 300 artigos a cada mês".
As células HeLa têm sido usadas em testes de como o parvovírus infecta as células HeLa, células de seres humanos, de cães e de gatos. Estas células também têm sido usadas para estudar os vírus, tais como o vírus Oropouche (ORV). O VORO provoca a ruptura das células em células de cultura de modo que começam a degenerar logo após terem sido infectadas causando uma indução de apoptose viral. As células HeLa têm sido usadas no estudo da expressão do papilomavírus E2 e apoptose. As células Hela, também têm sido utilizados para estudar a capacidade do vírus da cinomose em induzir apoptose, em cepas celulares de câncer. A capacidade do vírus de induzir a apoptose pode desempenhar um papel importante no desenvolvimento de tratamentos para as células tumorais resistentes à radiação e quimioterapia.
As células HeLa foram também utilizadas em vários estudos sobre o câncer, incluindo os que envolvem hormônios sexuais tais como o Estradiol, estrogénio e receptores de estrogénio juntamente com o estrogénio e compostos como a Quercetina e suas propriedades redutoras do câncer. Também foram realizados estudos sobre os efeitos dos flavonóides e antioxidantes com estradiol sobre a proliferação de células cancerígenas.
As células HeLa foram utilizadas para investigar compostos fitoquímicos e o mecanismo fundamental da atividade anticâncer do ethanolic extract of mango peel (extrato etanólico da casca da manga)(EEMP). Descobriu-se que o EEMP contém vários compostos fenólicos que ativam a apoptose (morte), de células HeLa malignas de cervicais humanos, assim sugerindo que o EEMP pode ajudar a prevenir o cancro do colo do útero, bem como de outros tipos de cancros.
Em 2011, as células HeLa foram utilizadas em ensaios de corantes heptametina IR-808 e outros análogos que estão actualmente sendo explorados para as suas utilizações originais em diagnóstico médico, o desenvolvimento de terapias e diagnósticos, o tratamento individualizado de pacientes com câncer com a ajuda de terapia fotodinâmica, co-administração com outras drogas e radiação.
As células HeLa têm sido usadas em pesquisa sobre o câncer in vitro com cepas celulares.
As células HeLa foram usadas para definir marcadores de cancro no RNA e para estabelecer um sistema de identificação e interferência de células específica de câncer baseado em RNA-i

## Telomerase
A linhagem celular HeLa foi derivada para uso em pesquisa sobre o câncer. Essas células proliferam rapidamente de modo anormal, mesmo em comparação com outras células cancerosas. Como muitas outras células cancerosas, as células HeLa têm uma versão ativa de telomerase durante a divisão celular, o que impede o encurtamento incremental de telómeros que implica o envelhecimento e morte celular. Deste modo, as células contornam o limite de Hayflick, que é o número limitado de divisões celulares, que a maioria das células normais podem tornar-se mais tarde, antes de submeter a senescente.

## Número de cromossomos

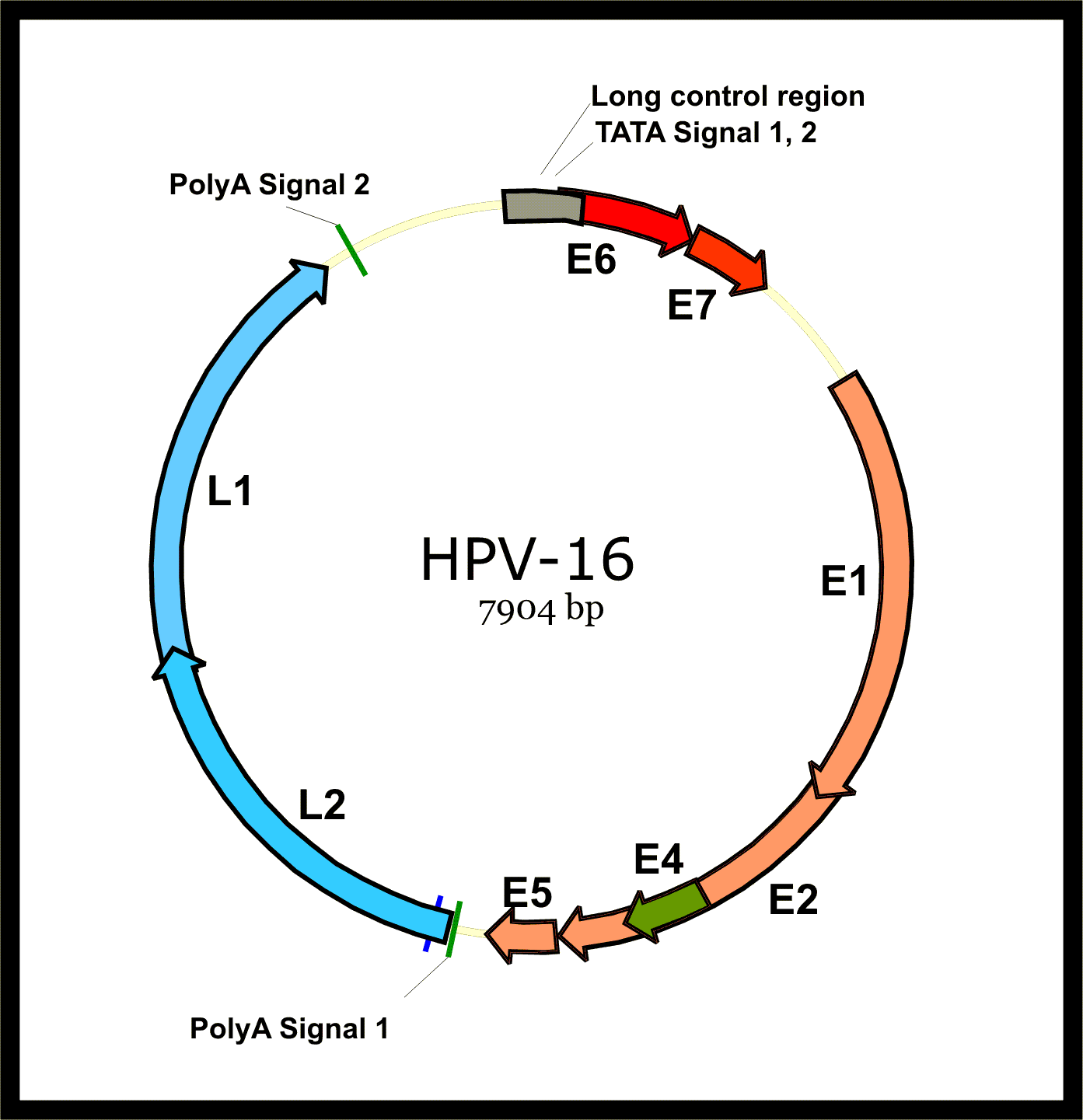
Estrutura genómica do HPV-16, uma das estirpes de alto risco

A Transferência horizontal de genes a partir do papilomavírus humano18 (HPV18) humano e células cervicais criadas do genoma de HeLa é diferente do genoma de Henrietta Lacks de várias maneiras, incluindo seu número de cromossomas. As células HeLa têm um cromossomo modal de número 82, com quatro cópias do cromossomo 12 e três cópias dos cromossomos 6, 8 e 17.

Papilomavírus humanos (HPV) são frequentemente integradas no DNA celular em câncer de colo do útero. Mapeamos por hibridização fluorescente in situ (FISH) cinco sítios de integração HPV18 : três em cromossomos normais 8 em 8q24 e dois nos cromossomos derivados, der (5) t (5, 22, 8) (q11; q11q13; q24) e der (22) t (8; 22) (q24, q13), que tem material do cromossomo 8q24. Um aumento do número de cópias 8q24 foi detectado por CGH. FISH de duas cores com uma sonda de mapeamento c-MYC para 8q24 revelou colocalização com HPV18 em todos os locais de integração, indicando que a dispersão e a amplificação das sequências de genes c-myc posterior que ocorreu provavelmente pela inserção viral a um local de integração único. Aberrações cromossômicas numéricas e estruturais identificadas pela SKY, desequilíbrios genômicos detectados por CGH, bem como FISH localização de HPV18 integração no locus c-MYC em células HeLa são comuns e representante para a fase carcinomas cervicais avançadas. O genoma HeLa tem sido notavelmente estável após anos de cultivo contínuo e, portanto, as alterações genéticas detectadas podem ter estado presentes no tumor primário e refletem eventos que são relevantes para o desenvolvimento do câncer cervical.

## Contaminação

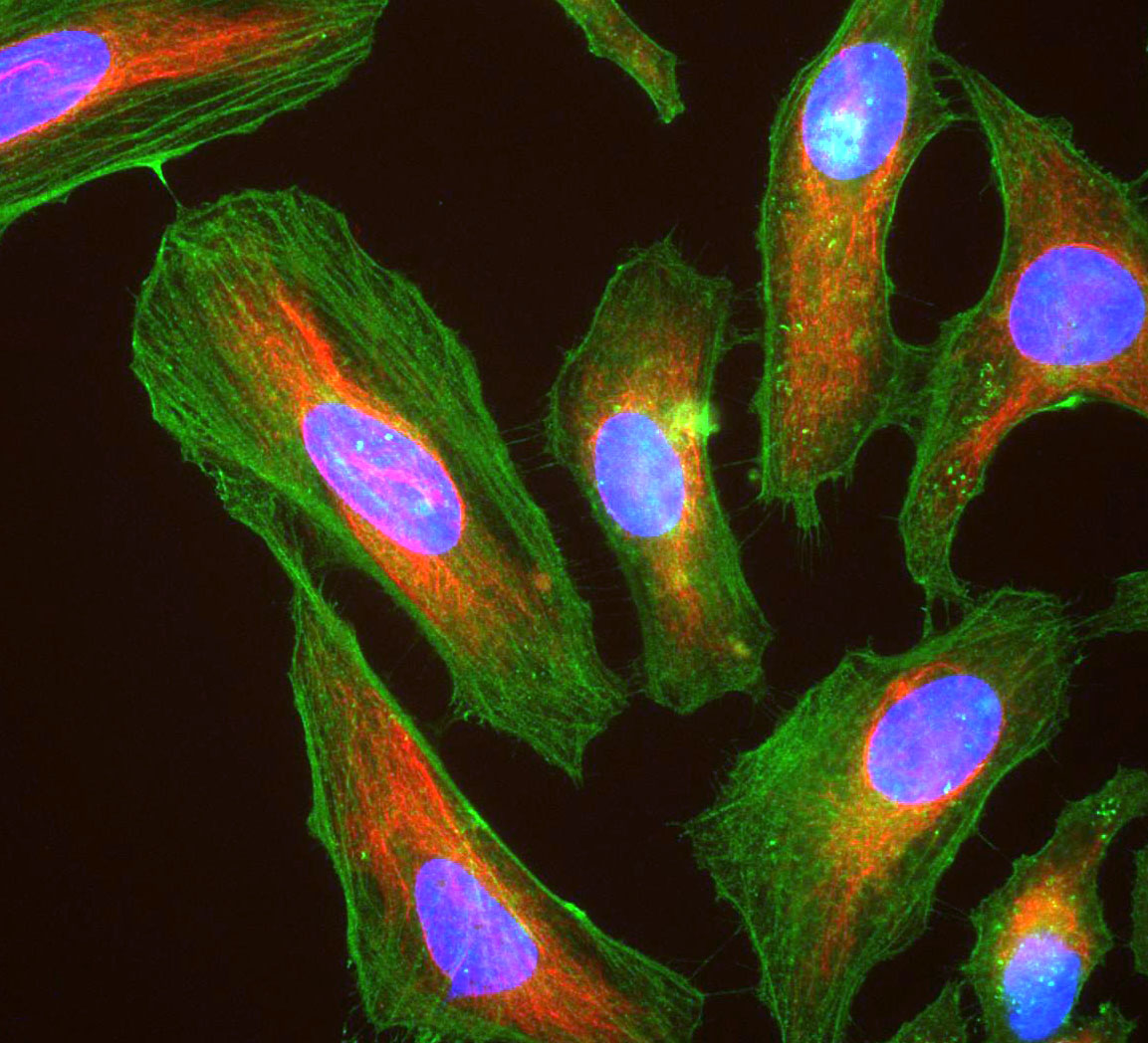
Células HeLa contrastadas com anticorpos para actina (verde), vimentina (vermelho) e DNA (azul).

Por causa da sua adaptação para crescer em placas de cultura de tecidos, as células HeLa são, por vezes, difíceis de controlar. Eles provaram ser uma persistente "erva daninha" de laboratório que contamina outras culturas de células, no mesmo laboratório, interferindo com a pesquisa biológica e obrigando os investigadores a declarar muitos resultados inválidos. O grau de contaminação de células HeLa, entre outros tipos de células é desconhecido, porque alguns investigadores testam a identidade ou a pureza das linhas de células já estabelecidas. Demonstrou-se que uma fracção substancial de linhagens celulares in vitro - estimativas que variam de 10% a 20% - estão contaminadas com células HeLa. Stanley Gartler em 1967 e Walter Nelson-Rees, em 1975, foram os primeiros a publicar sobre a contaminação de várias linhagens celulares por HeLa.
O escritor de ciência Michael Gold escreveu sobre o problema de contaminação de células HeLa em seu livro A Conspiração das Células. Ele descreve a identificação deste problema mundial generalizado de Nelson-Rees - afetando até mesmo os laboratórios dos melhores médicos, cientistas e pesquisadores, incluindo Jonas Salk - e muitos, possivelmente os esforços para combatê-lo. De acordo com Gold, o problema de contaminação por HeLa quase levou a um incidente durante a Guerra Fria: a URSS e os EUA começaram a cooperar na guerra contra o câncer lançado pelo Presidente Richard Nixon apenas para descobrir que as células foram trocadas contaminado por células HeLa. Gold afirma que o problema HeLa foi amplificado por emoções, egos e uma relutância em admitir erros. Nelson-Rees explica:

Isso é humano - uma indisposição para jogar fora horas e horas do que foi pensado para ser uma boa pesquisa... preocupações sobre prejudicar outra concessão que está sendo solicitada, a pressa em sair com um tratado primeiro. E não se limita a biologia e a investigação do cancro. Cientistas de várias áreas cometem erros e todos eles têm os mesmos problemas.

O primeiro pesquisador a se dar conta sobre a gravidade da contaminação por células HeLa foi Sntaley Gartler, um geneticista de Seattle. Ele havia descoberto uma enzima que estava presente apenas em células de certos indivíduos négros - incluindo as células Henrietta Lacks. Gartler encontrou essas enzimas em algumas amostras que supostamente deveriam ser de indivíduos caucasianos em um novo banco de células que havia sido estabelecido em Washington.
Além do prejuízo financeiro, a contaminação causou outros danos a indivíduos e a pesquisa científica no geral, como exemplo, o nível máximo de radiação tolerada pelos seres humanos havia sido testado, por engano, em células HeLa e desconhece-se quantas pessoas podem ter desenvolvido lesões ou mesmo neoplasias malignas devido a esse erro visto que o padrão máximo de radiação foi elevado de maneira comprometedora. Além disso, alguns pacientes terminais haviam recebido, por engano, células Hela ao invés de células normais em testes de algumas vacinas: acabaram por desenvolver lesões estranhas e vieram a falecer.
Ao invés de se concentrar em como resolver o problema da contaminação por células HeLa, muitos cientistas e escritores de ciência continuam a documentar o problema simplesmente como uma questão de contaminação - causada não por erro humano ou falhas, mas pela robustez, proliferação, ou natureza avassaladora da HeLa. Dados recentes sugerem que contaminações cruzadas ainda são um grande problema em curso com culturas celulares modernas.

## Helacyton gartleri
Devido à sua capacidade de se replicar indefinidamente e seu número não-humano de cromossomas, a HeLa foi descrita por Leigh Van Valen como um exemplo da criação contemporânea de uma nova espécie, a Helacyton gartleri. A espécie foi nomeada em homenagem a Stanley M. Gartler, a quem Valen credita por descobrir "o notável sucesso desta espécie." Seu argumento para a especiação depende destes pontos:
- A incompatibilidade cromossômica das células HeLa com humanos.
- O nicho ecológico das células HeLa.
- A capacidade de persistir e expandir bem além dos desejos de cultivadores humanos.
- HeLa pode ser definida como uma espécie, uma vez que tem seu próprio cariótipo clonal.[37]

Além de propor que Hela seja uma nova espécie, Van Valen propôs no mesmo papel, a nova família Helacytidae e o gênero Helacyton